# 2022年洛杉磯影評人協會獎
第48屆洛杉磯影評人協會獎（The 48th Los Angeles Film Critics Association Awards）是洛杉磯影評人協會表彰2022年電影的活動，於2022年12月11日宣布得獎名單、2023年1月14日舉行私人頒獎典禮。
本屆由《媽的多重宇宙》和《TÁR塔爾》並列最佳電影，是洛杉磯影評人協會第四次開出雙蛋黃。自本屆起，移除以性別分類的演技獎，改頒發最佳主、配角演出。

## 獲獎者

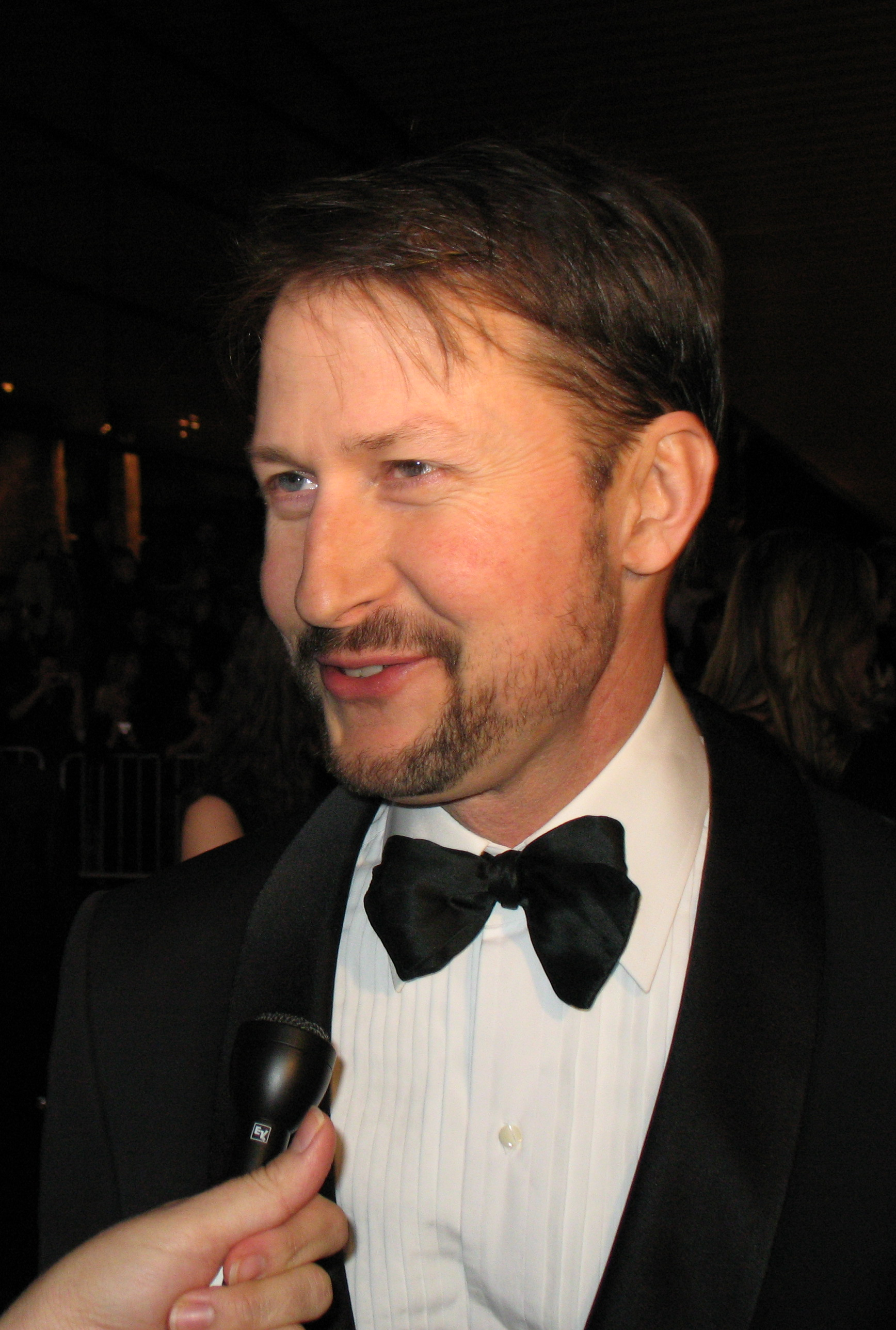
最佳導演、最佳劇本：陶德·菲爾德

| 獎項                                       | 作品                        | 受獎者                                | 結果 |
| ------------------------------------------ | --------------------------- | ------------------------------------- | ---- |
| 最佳電影                                   | 《媽的多重宇宙》            | 《媽的多重宇宙》                      | 獲獎 |
| 最佳電影                                   | 《TÁR塔爾》                 | 《TÁR塔爾》                           | 獲獎 |
| 最佳導演                                   | 《TÁR塔爾》                 | 陶德·菲爾德                           | 獲獎 |
| 最佳導演                                   | 《RRR》                     | S·S·拉傑摩利                          | 亚军 |
| 最佳主角演出                               | 《TÁR塔爾》                 | 凯特·布兰切特                         | 獲獎 |
| 最佳主角演出                               | 《倫敦生之慾》              | 比·乃爾                               | 獲獎 |
| 最佳主角演出                               | 《提爾：純真之死》          | 丹妮兒·戴德維勒                       | 亚军 |
| 最佳主角演出                               | 《媽的多重宇宙》            | 楊紫瓊                                | 亚军 |
| 最佳配角演出                               | 《悲情三角》                | 朵莉·狄利昂                           | 獲獎 |
| 最佳配角演出                               | 《媽的多重宇宙》            | 關繼威                                | 獲獎 |
| 最佳配角演出                               | 《沒有聲音的女人們》        | 傑西·伯克利                           | 亚军 |
| 最佳配角演出                               | 《橋之彼端》                | 布萊恩·泰瑞·亨利                      | 亚军 |
| 最佳劇本                                   | 《TÁR塔爾》                 | 陶德·菲爾德                           | 獲獎 |
| 最佳劇本                                   | 《伊尼舍林的女妖》          | 馬丁·麥多納                           | 亚军 |
| 最佳攝影                                   | 《如果驢知道》              | 米哈爾·迪梅克（Michał Dymek）         | 獲獎 |
| 最佳攝影                                   | 《不！》                    | 霍伊特·范霍特瑪                       | 亚军 |
| 最佳美術設計                               | 《阿凡達：水之道》          | 迪倫·科爾、班·普洛克特（Ben Procter） | 獲獎 |
| 最佳美術設計                               | 《媽的多重宇宙》            | 傑森·基斯瓦戴（Jason Kisvarday）      | 亚军 |
| 最佳剪輯                                   | 《日麗》                    | 布萊爾·麥克倫登（Blair McClendon）    | 獲獎 |
| 最佳剪輯                                   | 《TÁR塔爾》                 | 莫妮卡·威利                           | 亚军 |
| 最佳配樂                                   | 《RRR》                     | M·M·凱拉瓦尼                          | 獲獎 |
| 最佳配樂                                   | 《如果驢知道》              | 帕維爾·麥基丁                         | 亚军 |
| 最佳非英語電影                             | 《如果驢知道》              | 《如果驢知道》                        | 獲獎 |
| 最佳非英語電影                             | 《聖奧梅爾殺嬰案》          | 《聖奧梅爾殺嬰案》                    | 亚军 |
| 最佳紀錄片／非虛構電影                     | 《美人们与流血事件》        | 《美人们与流血事件》                  | 獲獎 |
| 最佳紀錄片／非虛構電影                     | 《火山摯戀》                | 《火山摯戀》                          | 亚军 |
| 最佳動畫片                                 | 《吉勒摩·戴托羅之皮諾丘》   | 《吉勒摩·戴托羅之皮諾丘》             | 獲獎 |
| 最佳動畫片                                 | 《迷你網紅實貝秀》          | 《迷你網紅實貝秀》                    | 亚军 |
| 新生代獎                                   | 《回到首爾》                | 周戴維、朴智敏                        | 獲獎 |
| 終身成就獎                                 | 克萊兒·德尼                 | 克萊兒·德尼                           | 獲獎 |
| 特別提及                                   | 關·德格利斯（Gwen Deglise） | 關·德格利斯（Gwen Deglise）           | 獲獎 |
| 道格拉斯·愛德華茲 實驗性／獨立電影／影片獎 | 《人體的構造》              | 《人體的構造》                        | 獲獎 |

## 外部連結
- 官方网站